# ضياء الدين شادمان
ضياء الدين شادمان (بالفارسية: سید ضیاءالدین شادمان) هو لاعب كرة سلة إيراني. مثّل منتخب بلاده. شارك في دورة الألعاب الأولمبية الصيفية سنة 1948.

## روابط خارجية
- ضياء الدين شادمان على موقع سبورتس رفرنس (الإنجليزية)
- ضياء الدين شادمان على موقع أوليمبيديا (الإنجليزية)